# Hapoel Nof HaGalil FC
El Hapoel Nof HaGalil (en hebreo: מועדון כדורגל הפועל נצרת עילית‎, Moadon Kaduregel Hapoel Natzrat Illit), es un club de fútbol israelí con sede en la ciudad de Nof HaGalil.

## Historia
Fundado en 1958 con el nombre Hapoel Kyriat Nazaretrh y en 1973 pasa a llamarse Hapoel Nazareth Illit luego de que Kyriat Nazareth adquiriera el estatus de ciudad y pasara a ser Nazareth Illit. 
El club se inició en la Liga Artzit en 1980-1981. En 1983-84 que termina penúltimo, y fueron relegados a la Liga Alef. En 1998-99 que terminó como subcampeón en la Liga Alef del Norte, y sube de nuevo a la Liga Artzit, que ahora es la de tercer nivel después de la formación de la Liga Premier de Israel en 1999. Después de evitar el descenso en 2000-01 , cuando termina un puesto por encima de la zona de descenso, el club terminó como subcampeón en la temporada siguiente, y sube de nuevo a la segunda división. En 2003-04 terminaron como finalistas (por diferencia de goles), y fueron ascendidos a la Premier League de Israel por primera vez en su historia.
En su primera temporada en la Premier League, el club terminó quinto. Sus primeros partidos se jugaron inicialmente en el estadio Maccabi Ahi Nazaret's Ilut, mientras que su tierra natal se instalaba luz artificial. Regresaron a casa en febrero del 2005. Sin embargo, la temporada siguiente, 2005-06, que terminó penúltimo (por diferencia de goles) y regresó a la Liga Leumit. En 2007-08 que acaba último de la Liga Leumit, y fueron relegados a la Liga Artzit.
A pesar de solo terminar séptimo en la Liga Artzit en 2008-09, el Hapoel fue promovido de nuevo a la Liga Leumit por la reestructuración del sistema de ligas lo que significa que los siete primeros clubes fueron ascendidos automáticamente.
En 2019 pasa a llamarse Hapoel Nof HaGalil luego de que la ciudad cambiara de nombre.

## Palmarés
- Liga Alef (2): 1975–76, 1978–79
- Liga Bet (1): 1971–72
- Liga Bet North A Division Cup (1): 1986–87,[2]
- Toto Cup Leumit (1): 2020–21[2]

## Jugadores

### Futbolistas destacados
| - Guillermo Israilevich - Daniel Gutiérrez - José Duarte - Yussif Chibsah - Haim Bannon |  | - Dudi Fadlon - Avishai Jano - Oshri Levi - Itai Schechter |  | - Shahar Simantov - Yoav Ziv - Jalen Pokorn - Matan Peleg |